# Stigma (anatomía)

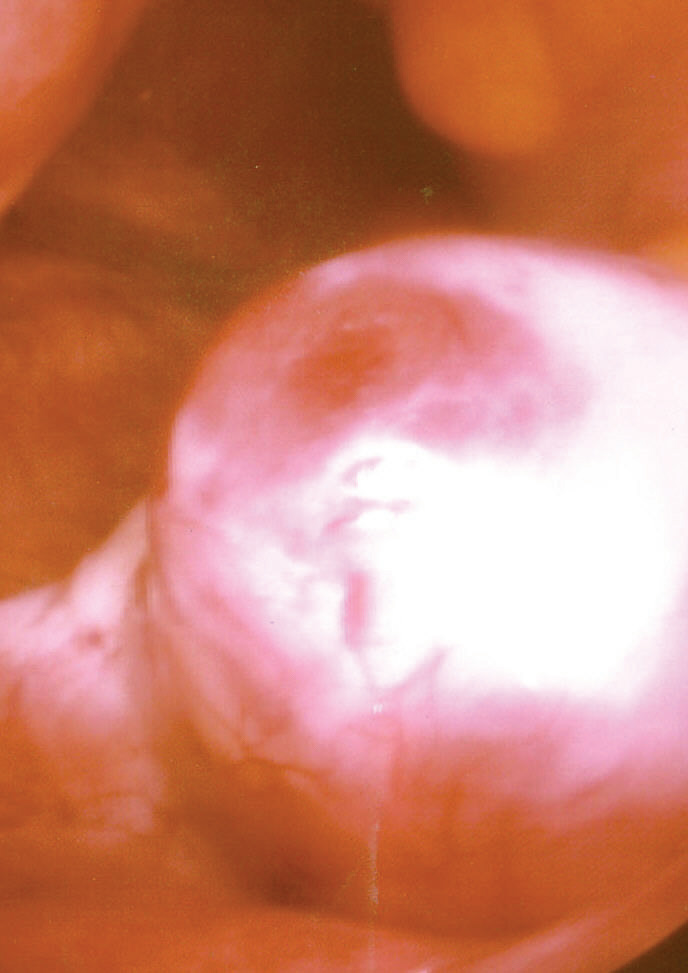
Protrusión del folículo de Graaf en la superficie del ovario.

En anatomía stigma o estigma, es el pequeño orificio que se genera en la capa fibrosa del ovario (la albugínea) durante la ovulación, por medio de un adelgazamiento de la pared de ésta y su degradación debida al trabajo de enzimas segregadas por las células foliculares que rodean al ovocito.
Existen casos en los que la albugínea del ovario es tan gruesa que es imposible que sea degradada y, por tanto, genera infertilidad en la mujer; esta anomalía se presenta en algunas patologías o enfermedades como el síndrome de Stein-Leventhal.
- Datos: Q7616477